# Laurel Martyn
Laurel Martyn, all'anagrafe Laurel Gill (Toowoomba, 23 luglio 1916 – Melbourne, 16 ottobre 2013), è stata una ballerina australiana.

## Biografia
Nel 1933 lasciò l'Australia per studiare danza in Inghilterra e l'anno seguente vinse una borsa di studio per l'Association of Operatic Dancing. Nel dicembre 1935 fu scritturata dal Vic-Wells Ballet, con cui danzò in molti del primi lavori di Frederick Ashton, tra cui Horoscope, Nocturne  e Le Baiser de la fée. In questo periodo trascorse alcuni mesi a Parigi per perfezionarsi con Ljubov' Nikolaevna Egorova e Matil'da Feliksovna Kšesinskaja. Successivamente tornò a Londra, dove nel 1938 fu promossa al rango di solista del Vic-Wells Ballet. Nello stesso anno tornò in Australia, dove continuò a danzare con la compagnia di Edouard Borovansky fino al matrimonio con Lloyd Lawton nel 1945. Tra il 1946 e il 1973 fu direttrice artistica del Ballet Victoria.